# Мельник Борис Петрович
Борис Петрович Мельник (нар. 2 лютого 1945, смт Літин, Вінницька область, УРСР — пом. 17 листопада 2016, Ізраїль) — радянський український стрілець, призер Олімпійських ігор, чемпіон світу. Заслужений майстер спорту СРСР (1972).

## Життєпис
Народився в 1945 році в селищі Літин Вінницької області. Учасник Олімпійських ігор 1972 року в Мюнхені та 1976 року в Монреалі. У трипозиційній боротьбі з вільною гвинтівкою 1972 року, як і Лонес Віггер, досяг найкращого результату змагань із загальною кількістю 1155 очок. Остаточну позицію в рейтингу визначила серію пострілів з коліна, в якій Віггер набрав 97 очок, оскільки Мельник отримав лише 96 очок і таким чином отримав срібну медаль. На Олімпійських іграх 1976 року змагався з малокаліберною гвинтівкою в схильній позиції, але з 591 набраним очком не вийшов на дванадцяте місце.
У 1970 році Мельник став чемпіоном світу в командному змаганні зі стрільби з вільної гвинтівки на колінах та віце-чемпіон світу в командному змаганні зі вільної гвинтівки в положенні стоячи, лежачи та в трипозиційній стрільбі. У 1974 році завоював ще чотири срібні медалі в Туні: знову в положенні стоячи, в лежачи та в трипозиційному бою зайняв друге місце в командному змаганні з вільної гвинтівки, а також у командній дисципліні з армійською гвинтівкою у двопозиційному бою. Борис Мельник став першим чемпіоном Європи 1969 року в Плзені зі стандартної гвинтівки в трипозиційній стрільбі та через три роки в Белграді з пневматичною гвинтівкою. Окрім цього, забезпечив ще сім титулів чемпіонату Європи в командних змаганнях.
Мельник мав звання майора в радянській армії. Після розпаду Радянського Союзу став тренером національної збірної України. На початку 2000-х років емігрував до Ізраїлю.
Помер 24 листопада 2016 року в Ізраїлі. Похований на кладовищі Яркон в місті Петах-Тіква.